# International Accounting Standard 5
Der International Accounting Standard 5 (IAS 5) mit dem Titel Angabepflichten im Abschluss (im englischen Original: Information to be Disclosed in Financial Statements) war ein Rechnungslegungsstandard des International Accounting Standards Board (IASB), der die Bilanzierung im Rahmen von Konzernabschlüssen regelte. 
Der Standard wurde im Oktober 1976 herausgegeben und trat zum 1. Januar 1977 in Kraft. In den 1990er Jahren wurden die darin enthaltenen Regelungen erstmals überarbeitet und gemeinsam mit den Regelungen des IAS 13 zur „Darstellung der kurzfristigen Vermögenswerte und Schulden“ 1997 in den nunmehr übergreifend Regelungen zur „Darstellung des Abschlusses“ treffenden IAS 1 integriert.